# Karin Thomas
Karin Thomas (Brusio, 3 ottobre 1961) è un'ex fondista svizzera.

## Biografia
In Coppa del Mondo ottenne il primo risultato di rilievo il 15 gennaio 1982 a La Bresse (8ª) e l'unico podio il 20 dicembre 1986 a Cogne (3ª).
In carriera prese parte a due edizioni dei Giochi olimpici invernali, Sarajevo 1984 (26ª nella 5 km, 23ª nella 10 km, 22ª nella 20 km, 6ª nella staffetta) e Calgary 1988 (40ª nella 5 km, 16ª nella 20 km, 4ª nella staffetta), e a due dei Campionati mondiali (6ª nella staffetta a Seefeld in Tirol 1985 il miglior risultato).

## Palmarès

### Coppa del Mondo
- Miglior piazzamento in classifica generale: 14ª nel 1987
- 1 podio (individuale[1]):
  - 1 terzo posto